# Розріз канилівської свити (Устя)
Розріз канилівської свити — геологічна пам'ятка природи місцевого значення в Україні. Розташована на лівому березі річки Дністер, поблизу села Устя Кам'янець-Подільського району Хмельницької області.

## Опис
Розріз є стратиграфічним профілем силурійських порід, що містить осадові відклади цього геологічного періоду. Його наукова цінність пов'язана з можливістю дослідження історії формування земної кори в регіоні.
Площа пам'ятки природи становить 4,5 га. Вона входить до складу природно-заповідного фонду України і охороняється як національне надбання. Заповідана рішенням Хмельницької обласної ради №278 від 4 вересня 1982 року. Землекористувачем території є сільська рада села Устя.

## Охорона
На території пам'ятки діють обмеження, спрямовані на її збереження:
- Заборонено будь-які види діяльності, що можуть пошкодити або зруйнувати геологічні відклади[8].
- Заборонено будівництво, видобуток корисних копалин, зміну ландшафту[9].
- Заборонено засмічення території[10].
- Будь-які дослідження або господарська діяльність мають відповідати екологічним нормам і погоджуватися з відповідними природоохоронними органами[11].

## Використання
Об'єкт використовується в наукових, навчальних та природоохоронних цілях. Він є важливим для геологічних досліджень та вивчення стратиграфії регіону.

## Галерея

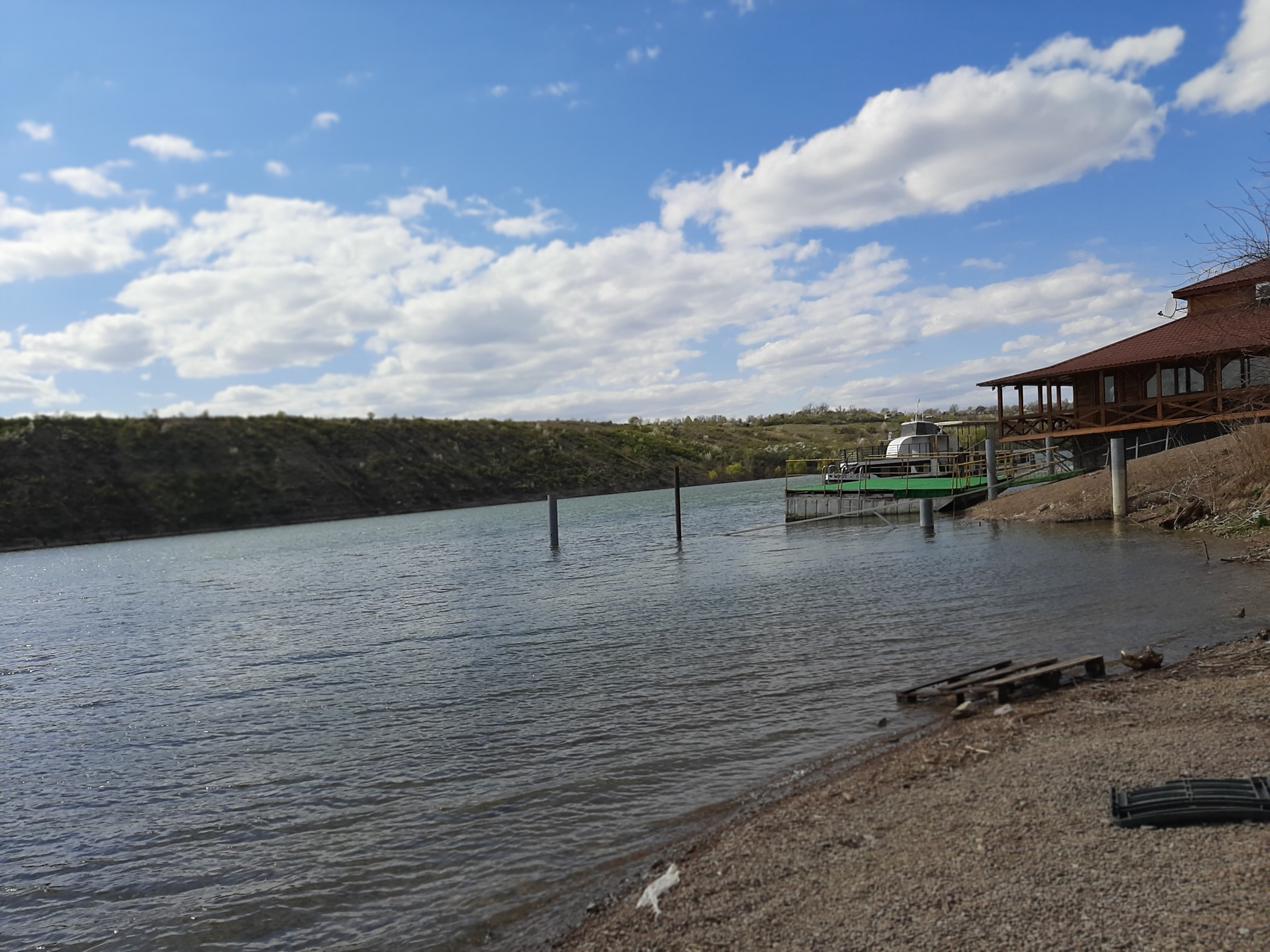
Розріз канилівської свити